# Julius Schiller
Julius Schiller (* 1581; † 1627 in Augsburg) war ein deutscher Jurist und Astronom sowie ein Zeitgenosse des ebenfalls in Augsburg lebenden Johann Bayer. Der Mondkrater Schiller ist nach ihm benannt.

## Werk

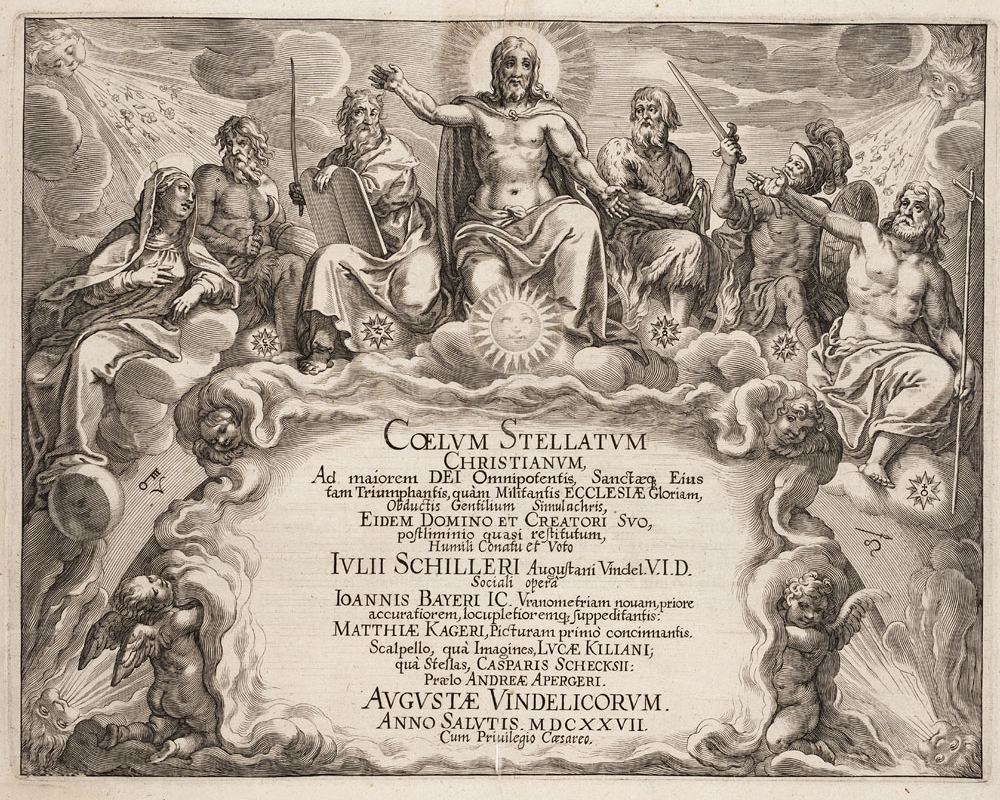
Das Titelbild des Coelum Stellatum Christianum zeigt Jesus als "neue Sonne"

Unter Mithilfe von Bayer veröffentlichte Schiller in seinem Todesjahr 1627 den Sternatlas Coelum Stellatum Christianum. Das Werk war der Versuch, einen „christlichen“ Sternkatalog zu erstellen, in dem gängige Sternbilder umbenannt und mit Figuren aus der christlichen Überlieferung dargestellt sind.
Der Sternkatalog gilt als Kuriosum und hatte, im Gegensatz zu Bayers Uranometria, nie große Bedeutung erlangt. Anders als Bayer stellt Schiller den Sternhimmel seitenverkehrt dar, also aus der Sicht Gottes auf das Firmament in Richtung der Erde. Diese Darstellung entspricht der Tradition der Himmelsgloben, während für einzelne Himmelsausschnitte historischer Karten und Atlanten die seitenrichtige Darstellung verbreiteter ist. Die Schiller’schen Sternbilder wurden nur in einem Werk, dem künstlerischen Atlas Harmonia Macrocosmica von Andreas Cellarius im Jahr 1661 aufgegriffen.
Einen analytischen Überblick über das Werk unter Berücksichtigung der bis dahin erschienenen wissenschaftlichen Literatur bietet der Aufsatz von Reinhard Klockow: Julius Schillers Coelum stellatum christianum (1627) und die antike Mythologie, in: Euphorion 106 (2012), S. 357–385.

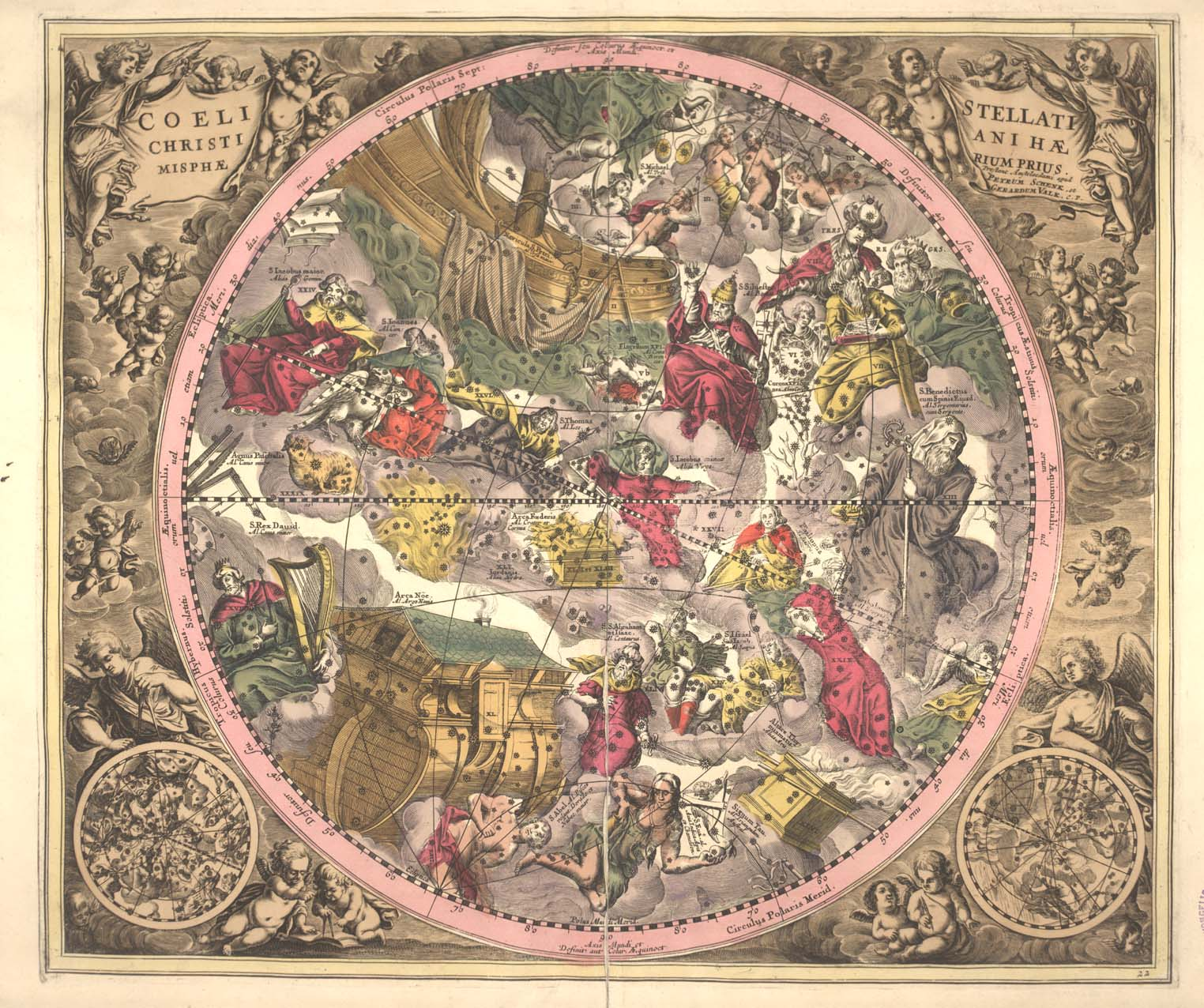
Adaption des christlichen Firmaments Schillers durch Andreas Cellarius, Hemisphäre des Herbstpunktes
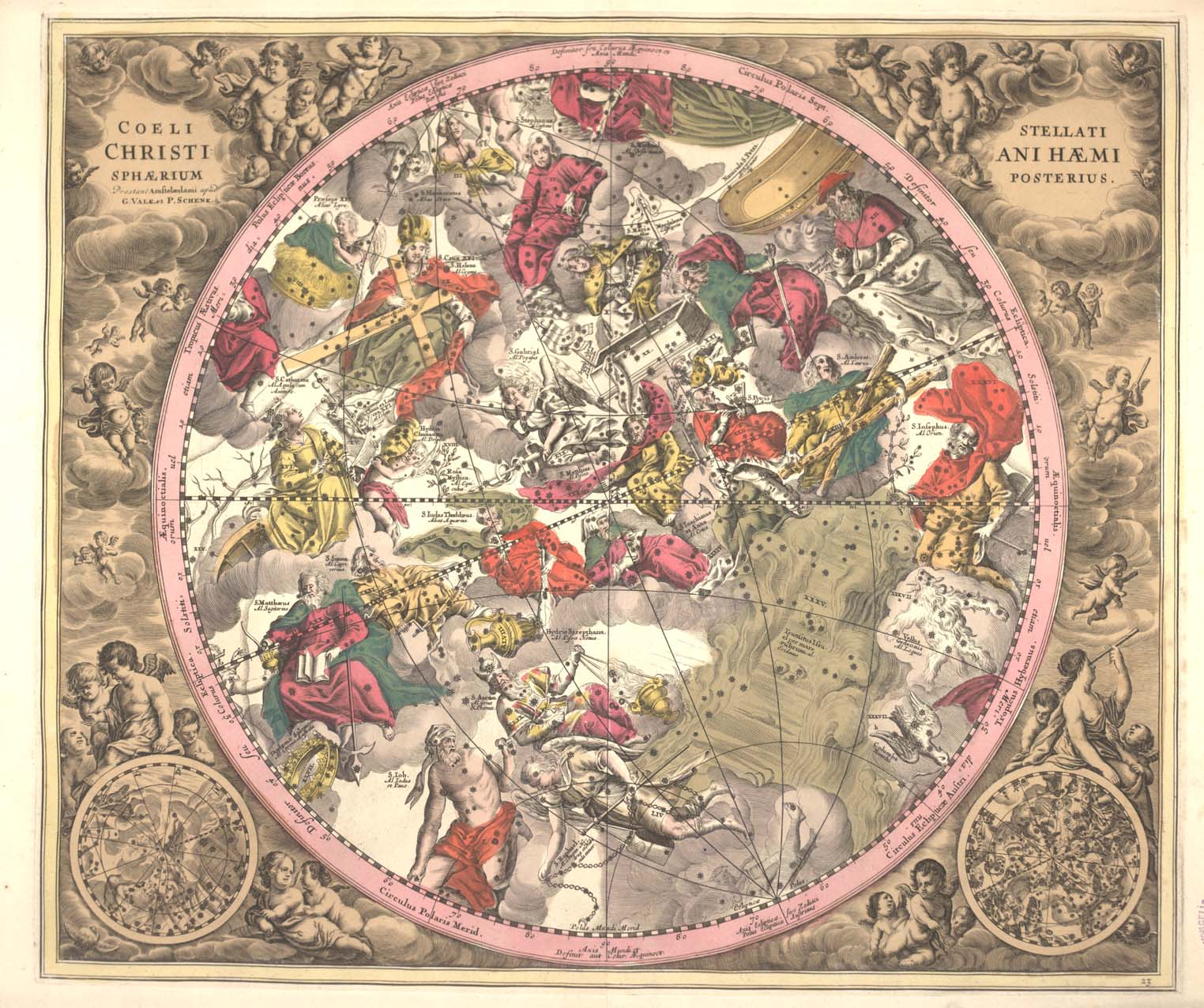
Die christlichen Sternbilder um den Frühlingspunkt

## Konstellationen
In der Regel stehen die Figuren und Symbole des neuen Testaments nördlich der Ekliptik.
| Internationale Astronomische Union | Coelum Stellatum Christianum    | Bild |
| ---------------------------------- | ------------------------------- | ---- |
| Kleiner Bär                        | Erzengel Michael                |      |
| Großer Bär                         | Boot des Heiligen Petrus        |      |
| Drache                             | Unschuldige Kinder              |      |
| Kepheus                            | Stephanus                       |      |
| Bärenhüter                         | Silvester I.                    |      |
| Haar der Berenike                  | Geißel Christi                  |      |
| Nördliche Krone                    | Dornenkrone                     |      |
| Herkules                           | Heilige Drei Könige             |      |
| Leier                              | Weihnachtskrippe                |      |
| Schwan                             | St. Helena                      |      |
| Kassiopeia                         | Maria Magdalena                 |      |
| Perseus                            | Apostel Paulus                  |      |
| Fuhrmann                           | Heiliger Hieronymus             |      |
| Schlangenträger                    | Heiliger Benedikt               |      |
| Schlange                           | Dornbusch                       |      |
| Adler                              | Heilige Katharina               |      |
| Pfeil                              | Heilige Lanze                   |      |
| Delfin                             | Wasserkrug der Hochzeit zu Kana |      |
| Füllen                             | Rosa mystica                    |      |
| Pegasus                            | Erzengel Gabriel                |      |
| Andromeda                          | Heiliges Grab                   |      |
| Dreieck                            | Tiara Petri                     |      |
| Walfisch                           | Heilige Anna                    |      |
| Walfisch                           | Heiliger Joachim                |      |
| Orion                              | Heiliger Josef                  |      |

Die zwölf Tierkreiszeichen des Zodiak wurden durch die Zwölf Apostel ersetzt.
| Internationale Astronomische Union | Coelum Stellatum Christianum | Bild |
| ---------------------------------- | ---------------------------- | ---- |
| Widder                             | Simon Petrus                 |      |
| Stier                              | Apostel Andreas              |      |
| Zwillinge                          | Jakobus der Ältere           |      |
| Krebs                              | Apostel Johannes             |      |
| Löwe                               | Apostel Thomas               |      |
| Jungfrau                           | Jakobus, Sohn des Alphäus    |      |
| Waage                              | Philippus                    |      |
| Skorpion                           | Apostel Bartholomäus         |      |
| Schütze                            | Evangelist Matthäus          |      |
| Steinbock                          | Simon Zelotes                |      |
| Wassermann                         | Judas Thaddäus               |      |
| Fische                             | Apostel Matthias             |      |

Die alttestamentlichen Figuren und Symbole stehen in der Regel südlich davon.
| Internationale Astronomische Union                                                   | Coelum Stellatum Christianum                                | Bild |
| ------------------------------------------------------------------------------------ | ----------------------------------------------------------- | ---- |
| Eridanus                                                                             | Rotes Meer                                                  |      |
| Hase                                                                                 | Gideon                                                      |      |
| Taube                                                                                | Noachs Taube                                                |      |
| Großer Hund                                                                          | König David                                                 |      |
| Kleiner Hund                                                                         | Opferlamm                                                   |      |
| Achterdeck des Schiffs, Schiffskiel, Segel des Schiffs, Schiffskompass (Schiff Argo) | Arche Noah                                                  |      |
| Wasserschlange                                                                       | Fluss Jordan (nicht zu verwechseln mit: Jordan (Sternbild)) |      |
| Becher, Rabe                                                                         | Bundeslade                                                  |      |
| Zentaur                                                                              | Abraham und Isaak                                           |      |
| Wolf                                                                                 | Erzvater Jakob                                              |      |
| Altar                                                                                | Schaubrottisch                                              |      |
| Südliche Krone                                                                       | Krone Salomos                                               |      |
| Südlicher Fisch                                                                      | Getreidebehälter der Witwe von Sarepta                      |      |
| Kranich, Phönix                                                                      | Hohepriester Aaron                                          |      |
| Pfau, Indianer                                                                       | Hiob                                                        |      |
| Fliege                                                                               | Eva                                                         |      |
| Südliches Dreieck                                                                    | Taukreuz                                                    |      |
| Fliegender Fisch, Schwertfisch                                                       | Abel                                                        |      |
| Tukan, Kleine Wasserschlange                                                         | Erzengel Raphael                                            |      |

## Werke
- Julius Schiller: Cœlvm Stellatum Christianum. Aperger, Augsburg 1627 (Digitalisat).
- Julius Schiller: Cœlvm Stellatum Christianum Convexum. Aperger, Augsburg 1627 (Digitalisat).